# Zingt Jubilate
Zingt Jubilate is, naast het Graduale Romanum, de officiële zangbundel voor liturgisch gebruik in het Vlaams gedeelte van de Belgische kerkprovincie. Het bevat voornamelijk Nederlandstalige gezangen maar er is ook een selectie van de gregoriaanse gezangen in opgenomen. De eerste uitgave verscheen in 1976. De tweede editie, vernieuwd en aangevuld, verscheen in 2006. De bundel bevat liederen voor tijdens de Mis, tijdens niet-eucharistische diensten, psalmrefreinen, kyriales, gregoriaanse gezangen en verschillende liederen. Het wordt uitgegeven door Uitgeverij Averbode, in samenwerking met de Interdiocesane Commissie voor Liturgische Zielzorg (ICLZ) en werd samengesteld door Ludo Claesen, Joris Polfliet, Peter D'Haese, Jos Bielen, Ignace Thevelein, Jan Schrooten en Luc Van Meerssche. Er bestaat zowel een tekstboekversie (ISBN 90-317-2253-7), een liedboekversie (ISBN 90-317-2252-9) als een versie voor organisten (ISBN 978-90-317-2423-9 en 978-90-317-2424-6).

## Inhoud
1. Eucharistie
2. Niet-eucharistische diensten
3. Acclamaties
4. Psalmrefreinen
5. Kyriales
6. Gregoriaans
7. Liederen